# Digonogastra zaglyptogastra
Digonogastra zaglyptogastra är en stekelart som beskrevs av Donald L.J. Quicke 1992. Digonogastra zaglyptogastra ingår i släktet Digonogastra och familjen bracksteklar. Inga underarter finns listade i Catalogue of Life.